# Vàrduls
Els vàrduls (llatí: Varduli) foren un poble celtitzat que ocupà la major part de l'actual província de Guipúscoa (la part del nord-est de la província era poblada pels vascons), i la part oriental d'Àlaba, a la província Tarraconense.

## Territori
El seu territori, conegut com a Vardúlia, era a la costa i vers l'interior, i a la costa anava des del riu Deba fins a la rodalia de l'actual Sant Sebastià, i a l'interior arribava pel sud fins a l'anomenada serra de Cantàbria, al sud de la qual hi vivien els berons, que ocupaven aproximadament l'actual comunitat autònoma de La Rioja (antiga província de Logronyo). Estrabó els identifica como Bardyétai, i Plini diu que estaven distribuïts en catorze llocs poblats o petites ciutats, i esmenta els alabanenses, que deu ser un gentilici i no el nom d'una tribu. Ptolemeu els esmenta com a Ouardouloi.

## Història
Vers el segle ii aC, els vàrduls ja eren un poble diferenciat dels càntabres, dels quals s'haurien separat no després del segle iii aC, i vivien a Guipúscoa, però no se sap del cert si ja arribaven a la costa. La costa de Biscaia era amb seguretat ocupada pels càntabres, mentre els autrígons i caristis vivien a l'interior, segurament com a tribus càntabres en procés de formació de la seva identitat nacional.
El 114 aC, Gai Mari (156 aC-86 aC) va tenir una guàrdia personal de vàrduls amb els quals va anar a Roma, i que foren anomenats esclaus Barduaioí. Pomponi Mela, vers l'any 44, diu que habitaven fins als Pirineus i especifica clarament que els vàrduls formaven una sola nació, és a dir, que no es dividien en tribus.
La derrota dels càntabres davant August no va tenir cap efecte per als vàrduls (tot i el seu origen càntabre no foren aliats dels càntabres contra Roma) si ja dominaven la costa, però sinó, hi van arribar llavors baixant el Deba. Els caristis i autrígons van esdevenir independents i van arribar a la costa: els segons seguint el curs del riu Cadagua (i pel sud van avançar cap a la vall de l'Ebre i la Bureba; i els caristis expulsant de la zona costanera els origevons, probablement una tribu càntabra (que algun consideren vàrdula, tot i que sabem que no hi havia tribus vàrdules).
Vardúlia va romandre sense autoritat efectiva del 410 al 456, però reconeixent la sobirania imperial romana. Els vàrduls foren conquerits pels vascons vers el 456 i, absorbits per aquest poble, van formar els avantpassats dels actuals bascs.